# La Première Étoile
La Première Étoile è un film del 2009 diretto da Lucien Jean-Baptiste.

## Trama
Jean-Gabriel Élisabeth e sua madre Marie-Therese Louise-Joseph, francesi di colore originari della Martinica, vivono a Créteil, un comune della periferia di Parigi. Jean-Gabriel è sposato con Suzy, una francese bianca, e ha tre figli mulatti: Yann, un adolescente imbronciato, Manon, una ragazzina vivace, e Ludovic, un bambino estroverso.
Jean-Gabriel si arrangia a fare dei lavoretti per un supermercato, ma essendo piuttosto svogliato, viene presto licenziato. Il suo unico interesse sono le corse dei cavalli, su cui scommette in un bar sotto casa, perdendo regolarmente tutti i suoi soldi.
Jean-Gabriel, non rendendosi conto delle difficoltà finanziarie in cui versa, promette a tutta la famiglia di portarla in vacanza sulla neve.
La moglie Suzy, disperata ed infastidita da questo comportamento, pensa seriamente di lasciarlo e, per metterlo di fronte alle sue responsabilità di padre, gli impone di partire da solo con i figli.
Per mantenere la promessa Jean-Gabriel fa prenotare uno chalet di montagna da René, il proprietario del bar scommesse, si fa prestare la macchina dal suo amico Jojo, chiede l'elemosina per strada per raccogliere un po' di denaro, si fa regalare l'equipaggiamento da sci usato e infine invita anche la madre Marie-Therese per aiutarlo nei lavori domestici.
Dopo un inizio piuttosto difficile, a causa dei contrasti con la Signora Morgeot, padrona dello chalet preso in affitto, della scarsità di soldi e dell'inesperienza della famiglia sulle piste da sci, pian piano tutto si metterà per il meglio e i protagonisti troveranno il modo di divertirsi e godersi una bella vacanza.